# Microdytes tomokunii
Microdytes tomokunii är en skalbaggsart som beskrevs av Sato 1981. Microdytes tomokunii ingår i släktet Microdytes och familjen dykare. Inga underarter finns listade i Catalogue of Life.